# Старк Індастріс
Stark Industries (Старк Індастріс), також відома як Stark International, Stark Innovations, Stark/Fujikawa, Stark Enterprises і Stark Resilient — вигадана багатомільярдна корпорація, власником і керівником якої є бізнесмен Ентоні Едвард «Тоні» Старк, також відомий як супергерой Залізна людина. а генеральним директором компанії є Вірджинія «Пеппер» Поттс. Головним офісом є Вежа Старка.

## Опис
Компанія з'являється в історії, опублікованих видавництвом Marvel Comics, і існує в загальній всесвіту компанії, відомої як Всесвіт Marvel. Старк Індастріз вперше з'явилася в Tales of Suspense #40; вона була заснована Говардом Старком, батьком Тоні. За даними Forbes, у списку 25 найбільших вигаданих компаній її бюджет оцінюється в 20,3 мільярдів доларів. У кіноверсії Залізної людини Stark Industries має логотип, схожий на Lockheed Martin, і котирується на Нью-Йоркській фондовій біржі, як SIA. Під час сцени прес-конференції Тоні входить в будівлю, яка нагадує вхід на об'єкт Skunk works корпорації Lockheed Martin. У фільмі «Месники» центром компанії є комплекс будівель в Нью-Йорку, головний офіс і ключовий об'єкт — хмарочос Башта Старка.

## Критика і відгуки
У 2007 році журнал «Forbes» поставив компанію Stark Industries на 16 місце в списку найбагатших вигаданих компаній, оцінивши її в 20,3 мільярда доларів.

## См. також
- Wayne Enterprises